# Єжула
Єжула (рос. Ежула) — присілок у Куйбишевському районі Новосибірської області Російської Федерації.
Входить до складу муніципального утворення Зоновська сільрада. Населення становить 37 осіб (2010).

## Історія
Згідно із законом від 2 червня 2004 року органом місцевого самоврядування є Зоновська сільрада.

## Населення
| 2002 | 2007 | 2010 |
| ---- | ---- | ---- |
| 62   | ↘52  | ↘37  |